# 끼아인현
끼아인현(베트남어: Huyện Kỳ Anh / 縣奇英)은 베트남 북중부 지방 하띤성의 현이다.

## 행정 구역
끼아인현은 시진은 없고, 20사만을 관할하고 있다.

### 사
- 끼박 사 (Xã Kỳ Bắc, 奇北社)
- 끼쩌우 사 (Xã Kỳ Châu, 奇洲社)
- 끼동 사 (Xã Kỳ Đồng, 奇同社)
- 끼장 사 (Xã Kỳ Giang, 奇江社)
- 끼하이 사 (Xã Kỳ Hải, 奇海社)
- 끼캉 사 (Xã Kỳ Khang, 奇康社)
- 끼락 사 (Xã Kỳ Lạc, 奇樂社)
- 끼퐁 사 (Xã Kỳ Phong, 奇豊社)
- 끼푸 사 (Xã Kỳ Phú, 奇富社)
- 끼선 사 (Xã Kỳ Sơn, 奇山社)
- 끼떤 사 (Xã Kỳ Tân, 奇新社)
- 끼떠이 사 (Xã Kỳ Tây, 奇西社)
- 끼토 사 (Xã Kỳ Thọ, 奇壽社)
- 끼투 사 (Xã Kỳ Thư, 奇書社)
- 끼트엉 사 (Xã Kỳ Thượng, 奇上社)
- 끼띠엔 사 (Xã Kỳ Tiến, 奇進社)
- 끼쭝 사 (Xã Kỳ Trung, 奇中社)
- 끼반 사 (Xã Kỳ Văn, 奇文社)
- 끼쑤언 사 (Xã Kỳ Xuân, 奇春社)
- 럼헙 사 (Xã Lâm Hợp, 林合社)